# Selm Stenvall
Selm Stenvall   (Suècia, 4 de maig de 1914 - 28 de maig de 1995) va ser un esquiador de fons suec que va competir durant la dècada de 1930. En el seu palmarès destaca una medalla d'or al Campionat del Món d'esquí nòrdic de 1939.